# پیرترین II
پیرترین II (به انگلیسی: Pyrethrin II) با فرمول شیمیایی C22H28O5 یک ترکیب شیمیایی با شناسه پاب‌کم 5320807 است. که جرم مولی آن ۳۷۲٫۴۵۴۷۲ گرم بر مول می‌باشد. 